# 庾黔婁
庾 黔婁（ゆ けんろう、生没年不詳）は、南朝斉から梁にかけての官僚。二十四孝のひとりに挙げられた。字は子貞、あるいは貞正。本貫は南陽郡新野県。弟は庾於陵・庾肩吾。

## 経歴
司徒主簿の庾易の子として生まれた。若くして学問を好み、たびたび『孝経』を講読した。人に対して取り乱すことがなかったため、劉虯や宗測らはかれに感心した。黔婁は荊州主簿を初任とし、平西行参軍に転じた。編県県令として出向し、治績を挙げた。永元初年、孱陵県令に任じられた。県に着任して10日も経たずに、父の庾易が家で病の床についたと聞くと、黔婁はその日のうちに官を棄てて家に帰り、家人を驚かせた。その大便の甘味苦味で病の進行の早さを知ることができると医者に聞くと、黔婁は父の便を取って舐め、その甘く滑らかな味に憂苦に沈んだという。その月の末に庾易が亡くなると、黔婁は礼の規定を超えた喪に服し、墓の傍に廬を立てて住んだ。中興元年（501年）、和帝が即位すると、鎮軍蕭穎冑が手紙を書いて黔婁を起用しようとしたが、黔婁は固辞した。喪が明けると、西台尚書儀曹郎に任じられた。
天監元年（502年）、鄧元起が益州刺史となると、黔婁はその下で府長史・巴西梓潼二郡太守をつとめた。天監2年（503年）、劉季連が降伏して成都が平定されると、鄧元起は城中に山積した珍宝を幕僚たちに分配したが、ひとり黔婁だけが一物も取らなかった。鄧元起がこれを叱責すると、黔婁は書物数箱を指定して求めた。ほどなく蜀郡太守に任じられたが、職にあっては清廉質素で、民衆はその統治を喜んだ。天監4年（505年）、鄧元起が成都の獄中で死去すると、かれの部下たちはみな離散していったが、黔婁はひとり鄧元起の通夜を営み、棺を運んで郷里に帰った。建康に召還されて尚書金部郎となり、中軍記室参軍に転じた。本官のまま昭明太子蕭統の侍読をつとめ、殷鈞・到洽・明山賓らとともに交代で五経の解釈を太子に講義した。散騎侍郎・荊州大中正に転じて、ほどなく死去した。享年は46。

## 伝記資料
- 『梁書』巻47 列伝第41
- 『南史』巻50 列伝第40